# Iztok Čop
Iztok Čop (ur. 17 czerwca 1972 w Kranju) – słoweński wioślarz, czterokrotny medalista olimpijski, czterokrotny mistrz świata.
Złoty medalista w wioślarskiej dwójce podwójnej z Lukiem Špikiem podczas igrzysk olimpijskich w 2000 roku w Sydney.

## Osiągnięcia
- Mistrzostwa Świata – Wiedeń 1991 – dwójka bez sternika – 2. miejsce
- Igrzyska Olimpijskie – Barcelona 1992 – dwójka bez sternika – 3. miejsce
- Mistrzostwa Świata – Roudnice 1993 – dwójka bez sternika – 3. miejsce
- Mistrzostwa Świata – Indianapolis 1994 – jedynka – 3. miejsce
- Mistrzostwa Świata – Tampere 1995 – jedynka – 1. miejsce
- Mistrzostwa Świata – St. Catharines 1999 – dwójka podwójna – 1. miejsce
- Igrzyska Olimpijskie – Sydney 2000 – dwójka podwójna – 1. miejsce
- Mistrzostwa Świata – Lucerna 2001 – jedynka – 2. miejsce
- Mistrzostwa Świata – Sewilla 2002 – jedynka – 2. miejsce
- Mistrzostwa Świata – Mediolan 2003 – jedynka – 3. miejsce
- Igrzyska Olimpijskie – Ateny 2004 – dwójka podwójna – 2. miejsce
- Mistrzostwa Świata – Gifu 2005 – dwójka podwójna – 1. miejsce
- Mistrzostwa Świata – Gifu 2005 – czwórka podwójna – 2. miejsce
- Mistrzostwa Świata – Eton 2006 – dwójka podwójna – 2. miejsce
- Mistrzostwa Świata – Monachium 2007 – dwójka podwójna – 1. miejsce
- Igrzyska Olimpijskie – Pekin 2008 – dwójka podwójna – 6. miejsce
- Mistrzostwa Świata – Poznań 2009 – czwórka podwójna – 7. miejsce
- Mistrzostwa Europy – Brześć 2009 – czwórka podwójna – 9. miejsce
- Igrzyska Olimpijskie – Londyn 2012 – dwójka podwójna – 3. miejsce